# مايك كولينز (فنان قصص مصورة)
مايك كولينز (بالإنجليزية: Mike Collins)‏ هو فنان قصص مصورة بريطاني، ولد في 1961 في ويست بروميتش في المملكة المتحدة.